# Йосиф Леонеський
Святий Йосип Леонеський, Джузеппе з Леонесси (італ. Giuseppe da Leonessa; 1556 — 1612) — італійський католицький святий.

## Біографія
Народився 1556 року в Леонессі, маленькому містечку в Лаціо. Справжнє ім'я — Еуфраніо Дезідеріо. З дитинства він був дуже побожним, дитиною він ставив маленькі вівтарі і проводив перед ними багато часу в молитві, і часто збирав своїх друзів і спонукав їх молитися разом з ним.
Будучи ще хлопчиком, щоп'ятниці приймав бичування з Братством Святого Спасителя. Освіту здобув у дядька, який спланував для нього вигідний шлюб, але на шістнадцятому році Еуфраніо захворів на хворобу, яка перебігала з гарячкою, а після одужання, не порадившись зі своїм опікуном, він приєднався до громади капуцинів францисканського ордену. Він пройшов новіціат у монастирі Карцереле біля Ассізі.
Серед братів був відомий своєю великою стриманістю . У 1599 році, за рік до ювілейного року, він постив цілий рік, готуючись до отримання індульгенції.
У 1587 році генеральний міністр його ордену відправив його до Константинополя для служіння християнам, що перебували там у полоні. Прибувши туди, він разом зі своїми супутниками поселився в районі Галата в занедбаному будинку монахів-бенедиктинців. Йосиф піклувався про полонених християн, які служили на галерах флоту Османської імперії. Щодня він їздив у місто, щоб проповідувати. Турки кинули його у в'язницю і звільнили лише за втручання венеційського посла.
У релігійному запалі Йосиф намагався проникнути до палацу, щоб проповідувати перед султаном Мурадом III, але його схопили і засудили до смерті. Він три дні висів підвішений двома гачками, забитими через праву руку і праву ногу. Згідно з легендою, його врятував янгол. Згідно з іншою версією, смертний вирок йому замінили висланням з країни на прохання Сафіє Султан, наложниці Мурада III, яка мала християнське походження
Повернувшись до Італії, він взяв із собою грецького архієпископа-відступника і який примирився з Церквою після їхнього прибуття до Риму. Тепер Йосиф брався за роботу в домашніх місіях у своїй рідній провінції, іноді проповідуючи шість-сім разів на день. У ювілейний 1600 рік він проголосив великопосні проповіді в Отріколі — місті, через яке натовпи паломників проходили до Риму. Багато з них, були дуже бідними, Йосип постачав їм їжу; він також прав їхній одяг і стриг їх. У Тоді він доглядав своїми руками сад, врожай якого він роздавав бідним.
Йосиф помер 1612 року в Аматріче.
Його канонізував Папа Римський Бенедикт XIV у 1746 році. День спомину — 4 лютого. У його рідному місті Леонесса є церква та святиня Сан-Джузеппе да Леонесса. Головна вулиця називається Корсо Сан-Джузеппе. Церкви в Отріколі та Сан-Лоренцо-Нуово містять його ікони.